# 伏見知何子
伏見 知何子（ふしみ ちかこ、1974年6月21日-）は、大阪府出身のスノーボード（ハーフパイプ）選手。大谷中学校・高等学校、大谷女子大学卒。1997年からスノーボードを始め、2000年にプロに転向する。

## 成績
- FIS WORLDCUP HALHPIPE/ Bardonecchia(ITA) 6位 （2004年）
- W杯カナダ・ウィスラー大会 3位 （2005年）
- W杯スイス・ザースフェー大会 4位 （2005年）
- トリノオリンピック：女子ハーフパイプ 12位 （2006年）